# România la Jocurile Olimpice de vară din 1996
România a participat la Jocurile Olimpice de vară din 1996 care au avut loc la Atlanta, Statele Unite ale Americii, în perioada 19 iulie - 4 august 1996. Canotorul Iulică Ruican a fost portdrapelul României la ceremonia de deschidere.

## Medalii

### Aur
- Laura Badea — floretă, individual
- Simona Amânar — gimnastică, sărituri
- Constanța Burcică-Pipotă și Camelia Macoviciuc — canotaj, dublu vâsle cat. ușoară
- Vera Cochelea, Liliana Gafencu, Elena Georgescu, Doina Ignat, Elisabeta Lipă, Ioana Olteanu, Mărioara Popescu-Ciobanu, Doina Spircu, Anca Tănase — canotaj, 8+1

### Argint
- Gabriela Szabo — atletism, 1.500 m
- Antonel Borșan și Marcel Glăvan — canoe, 1.000 m
- Laura Badea, Roxana Scarlat și Reka Szabo — floretă, echipe
- Marius Urzică — gimnastică, cal cu mânere
- Dan Burincă — gimnastică, inele
- Gina Gogean — gimnastică, individual compus
- Simona Amânar — gimnastică, sol

### Bronz
- Leonard Doroftei — box (60 kg)
- Marian Simion — box (67 kg)
- Gheorghe Andriev și Grigore Obreja — canoe, 500 m
- Simona Amânar — gimnastică, individual compus
- Lavinia Miloșovici — gimnastică, individual compus
- Gina Gogean — gimnastică, sărituri
- Gina Gogean — gimnastică, bârnă
- Simona Amânar, Gina Gogean, Ionela Loaieș, Alexandra Marinescu, Lavinia Miloșovici și Mirela Țugurlan — gimnastică, echipe
- Nicu Vlad — haltere (108 kg)

## Atletism
Probe pe șosea și pistă
| Atlet              | Probă            | Serie         | Serie         | Sferturi     | Sferturi     | Semifinală   | Semifinală   | Finală        | Finală        |
| Atlet              | Probă            | Timp          | Loc           | Timp         | Loc          | Timp         | Loc          | Timp          | Loc           |
| ------------------ | ---------------- | ------------- | ------------- | ------------ | ------------ | ------------ | ------------ | ------------- | ------------- |
| Ovidiu Olteanu     | 1500 m           | 3:38,33       | 5             | N/A          | N/A          | nu a avansat | nu a avansat | nu a avansat  | nu a avansat  |
| George Boroi       | 110 m garduri    | 13,66         | 4             | 13,56        | 4            | 13,57        | 6            | nu a avansat  | nu a avansat  |
| Mugur Mateescu     | 400 m garduri    | 49,97         | 8             | N/A          | N/A          | nu a avansat | nu a avansat | nu a avansat  | nu a avansat  |
| Florin Ionescu     | 3000 m obstacole | 8:31,34       | 3             | N/A          | N/A          | 8:28,77      | 6            | nu a avansat  | nu a avansat  |
| Costică Bălan      | 20 km marș       | N/A           | N/A           | N/A          | N/A          | N/A          | N/A          | 1:29:36       | 44            |
| Cătălina Gheorghiu | 1500 m           | 4:13.82       | 4             | N/A          | N/A          | –            | DS           | nu a avansat  | nu a avansat  |
| Gabriela Szabo     | 1500 m           | 4:07,32       | 1             | N/A          | N/A          | 4:09,83      | 2            | 4:01,54       | 2             |
| Gabriela Szabo     | 5000 m           | 15:42,35      | 7             | N/A          | N/A          | N/A          | N/A          | nu a avansat  | nu a avansat  |
| Elena Fidatov      | 5000 m           | 15:17,89      | 2             | N/A          | N/A          | N/A          | N/A          | 15:16,71      | 7             |
| Stela Olteanu      | 5000 m           | 15:58,28      | 11            | N/A          | N/A          | N/A          | N/A          | nu a avansat  | nu a avansat  |
| Iulia Negură       | 10.000 m         | 31:40,16      | 5             | N/A          | N/A          | N/A          | N/A          | 31:26,46      | 8             |
| Lidia Șimon        | maraton          | N/A           | N/A           | N/A          | N/A          | N/A          | N/A          | 2:31:04       | 6             |
| Anuța Cătună       | maraton          | N/A           | N/A           | N/A          | N/A          | N/A          | N/A          | 2:42:01       | 44            |
| Cristina Pomacu    | maraton          | N/A           | N/A           | N/A          | N/A          | N/A          | N/A          | nu a terminat | nu a terminat |
| Elisabeta Anghel   | 100 m garduri    | nu a terminat | nu a terminat | nu a avansat | nu a avansat | nu a avansat | nu a avansat | nu a avansat  | nu a avansat  |
| Ionela Târlea      | 400 m garduri    | 55,42         | 4             | N/A          | N/A          | 54,41        | 4            | 54,40         | 7             |
| Norica Cîmpean     | 10 km marș       | N/A           | N/A           | N/A          | N/A          | N/A          | N/A          | 46:19         | 29            |

Probe pe teren
| Atlet             | Probă      | Calificare | Calificare | Finală       | Finală       |
| Atlet             | Probă      | Distanță   | Loc        | Distanță     | Loc          |
| ----------------- | ---------- | ---------- | ---------- | ------------ | ------------ |
| Bogdan Țăruș      | lungime    | 7,96       | 15         | nu a avansat | nu a avansat |
| Bogdan Tudor      | lungime    | 7,88       | 19         | nu a avansat | nu a avansat |
| Costel Grasu      | disc       | 58,56      | 26         | nu a avansat | nu a avansat |
| Mihaela Gheorghiu | lungime    | FR         | –          | nu a avansat | nu a avansat |
| Rodica Mateescu   | triplusalt | 14,22      | 11         | 14,21        | 7            |
| Nicoleta Grasu    | disc       | 63,00      | =6         | 63,28        | 7            |
| Cristina Boiț     | disc       | 58,10      | 27         | nu a avansat | nu a avansat |
| Felicia Țilea     | suliță     | 66,94      | 1          | 59,94        | 10           |

Probe combinate
| Atletă          | Probă    | 100 m g | SI   | AG    | 200 m | SL   | AS    | 800 m   | Total | Loc |
| --------------- | -------- | ------- | ---- | ----- | ----- | ---- | ----- | ------- | ----- | --- |
| Liliana Năstase | Rezultat | 13,37   | 1,65 | 13,30 | 24,96 | 6,09 | 38,66 | 2:19,73 | 5847  | 22  |
| Liliana Năstase | Puncte   | 1069    | 795  | 747   | 890   | 877  | 642   | 827     | 5847  | 22  |

## Box
| Sportiv             | Probă  | Primul meci         | Al 2-lea meci         | Sferturi               | Semifinale             | Finală            | Loc |
| Sportiv             | Probă  | Adversar Rezultat   | Adversar Rezultat     | Adversar Rezultat      | Adversar Rezultat      | Adversar Rezultat | Loc |
| ------------------- | ------ | ------------------- | --------------------- | ---------------------- | ---------------------- | ----------------- | --- |
| Sabin Bornei        | -48 kg | Pérez (DOM) C 16–10 | Kamsing (THA) P 7–18  | Nu a avansat           | Nu a avansat           | Nu a avansat      | =9  |
| Crinu Raicu-Olteanu | -54 kg | Álvarez (MEX) C AOL | Riadh (TUN) C 16–3    | Kovács (HUN) P 2–24    | Nu a avansat           | Nu a avansat      | 8   |
| Leonard Doroftei    | -60 kg | Mboumba (GAB) C AOL | Kopenkin (KGZ) C 10–1 | Gogoladze (GEO) C 17–8 | Soltani (ALG) P 6–9    | Nu a avansat      | 3   |
| Marian Simion       | -67 kg | Bayram (FRA) C 13–6 | Vargas (USA) C 8–7    | Al (DEN) C 16–8        | Hernández (CUB) P 7–20 | Nu a avansat      | 3   |
| Francisc Vaștag     | -71 kg | Beyer (GER) P 12–17 | Nu a avansat          | Nu a avansat           | Nu a avansat           | Nu a avansat      | =17 |
| Ovidiu Bali         | -91 kg | PAS                 | Mendy (FRA) P AOL     | Nu a avansat           | Nu a avansat           | Nu a avansat      | =17 |

## Caiac canoe
| Sportiv                                                | Probă      | Serie    | Serie | Recalificări | Recalificări | Semifinale   | Semifinale   | Finală        | Finală        |
| Sportiv                                                | Probă      | Timp     | Loc   | Timp         | Loc          | Timp         | Loc          | Timp          | Loc           |
| ------------------------------------------------------ | ---------- | -------- | ----- | ------------ | ------------ | ------------ | ------------ | ------------- | ------------- |
| Geza Magyar                                            | K-1 500 m  | 1:42,391 | 1     | N/A          | N/A          | 1:40,615     | 2            | 1:38,975      | 4             |
| Marin Popescu                                          | K-1 1000 m | 3:47,968 | 3     | N/A          | N/A          | 3:44,249     | 2            | 3:34,549      | 7             |
| Daniel Stoian Romică Șerban                            | K-2 500 m  | 1:32,926 | 2     | N/A          | N/A          | 1:30,611     | 4            | 1:30,053      | 7             |
| Florin Huidu                                           | C-1 500 m  | 1:58,140 | 5     | N/A          | N/A          | 1:56,733     | 5            | nu a avansat  | nu a avansat  |
| Victor Partnoi                                         | C-1 1000 m | 4:25,894 | 4     | N/A          | N/A          | 4:14,333     | 2            | 3:59,858      | 6             |
| Gheorghe Andriev Grigore Obreja                        | C-2 500 m  | 1:43,548 | 1     | N/A          | N/A          | 1:41,653     | 1            | 1:41,336      | 3             |
| Antonel Borșan Marcel Glăvan                           | C-2 1000 m | 4:06,481 | 1     | N/A          | N/A          | N/A          | N/A          | 3:32,294      | 2             |
| Raluca Ioniță                                          | K-1 500 m  | 2:00,059 | 6     | 2:11,941     | 6            | nu a avansat | nu a avansat | nu a avansat  | nu a avansat  |
| Sanda Toma Viorica Iordache                            | K-2 500 m  | 1:47,200 | 3     | N/A          | N/A          | 1:47,061     | 6            | nu au avansat | nu au avansat |
| Sanda Toma Viorica Iordache Raluca Ioniță Mihaela Bene | K-4 500 m  | 1:41,685 | 4     | N/A          | N/A          | 1:40,088     | 3            | nu au avansat | nu au avansat |

## Canotaj
Masculin
| Sportivi | Probă                   | Serie   | Serie | Recalificări | Recalificări | Semifinale | Semifinale | Finală C | Finală C | Finală B | Finală B | Finală A | Finală A | Loc |
| Sportivi | Probă                   | Timp    | Loc   | Timp         | Loc          | Timp       | Loc        | Timp     | Loc      | Timp     | Loc      | Timp     | Loc      | Loc |
| --- | ----------------------- | ------- | ----- | ------------ | ------------ | ---------- | ---------- | -------- | -------- | -------- | -------- | -------- | -------- | --- |
| Attila Racz Nicolae Spîrcu | Dublu rame              | 6:57,77 | 5     | 7:07,96      | 4            | N/A        | N/A        | 7:01,94  | 1        | N/A      | N/A      | N/A      | N/A      | 13  |
| Gabriel Marin Dorin Alupei Dimitrie Popescu Vasile Măstăcan                                                                             | Patru rame fără cârmaci | 6:18,03 | 2     | N/A          | N/A          | 6:11,84    | 2          | N/A      | N/A      | N/A      | N/A      | 6:08,97  | 5        | 5   |
| Gabriel Marin Andrei Bănică Cornel Nemțoc Dorin Alupei Viorel Talapan Nicolae Țaga Valentin Robu Iulică Ruican Marin Gheorghe (cârmaci) | Opt rame cu cârmaci     | 5:54,34 | 4     | 5:31,88      | 3            | N/A        | N/A        | N/A      | N/A      | 5:37,65  | 1        | N/A      | N/A      | 7   |

Feminin
| Sportive | Probă                        | Serie   | Serie | Recalificări | Recalificări | Semifinale | Semifinale | Finală C | Finală C | Finală B | Finală B | Finală A | Finală A | Loc |
| Sportive | Probă                        | Timp    | Loc   | Timp         | Loc          | Timp       | Loc        | Timp     | Loc      | Timp     | Loc      | Timp     | Loc      | Loc |
| --- | ---------------------------- | ------- | ----- | ------------ | ------------ | ---------- | ---------- | -------- | -------- | -------- | -------- | -------- | -------- | --- |
| Elisabeta Lipă | Simplu vâsle                 | 8:22,92 | 5     | 8:30,97      | 1            | 8:01,84    | 4          | N/A      | N/A      | 7:28,79  | 3        | N/A      | N/A      | 9   |
| Constanța Burcică Camelia Macoviciuc | Dublu vâsle categorie ușoară | 7:33,61 | 1     | N/A          | N/A          | 7:11,13    | 2          | N/A      | N/A      | N/A      | N/A      | 7:12,78  | 1        | 1   |
| Liliana Cazac Angela Cazac | Dublu rame fără cârmaci      | 7:49,94 | 3     | N/A          | N/A          | 7:44,47    | 4          | N/A      | N/A      | 7:20,60  | 4        | N/A      | N/A      | 10  |
| Angela Tamaș Viorica Susanu Iulia Bulie Doina Robu | Patru vâsle                  | 6:50,93 | 5     | 6:26,27      | 3            | N/A        | N/A        | N/A      | N/A      | 6:31,35  | 4        | N/A      | N/A      | 10  |
| Anca Tănase Veronica Cochela Liliana Gafencu Doina Spircu Ioana Olteanu Elisabeta Lipă Mărioara Popescu-Ciobanu Doina Ignat Elena Georgescu (cârmaci) | Opt rame cu cârmaci          | 6:23,94 | 1     | N/A          | N/A          | N/A        | N/A        | N/A      | N/A      | N/A      | N/A      | 6:19,73  | 1        | 1   |

## Gimnastică
Masculin
| Sportiv           | Sol    | Sol  | Sărituri | Sărituri | Paralele | Paralele | Bară   | Bară | Inele  | Inele | Cal cu mânere | Cal cu mânere | Compus  | Compus |
| Sportiv           | Puncte | Loc  | Puncte   | Loc      | Puncte   | Loc      | Puncte | Loc  | Puncte | Loc   | Puncte        | Loc           | Puncte  | Loc    |
| ----------------- | ------ | ---- | -------- | -------- | -------- | -------- | ------ | ---- | ------ | ----- | ------------- | ------------- | ------- | ------ |
| Cristian Leric    | 18,800 | 43   | 19,174   | =23      | 18,662   | 44       | 18,925 | =39  | 17,900 | =86   | 18,725        | =50           | 57,574  | 1      |
| Adrian Ianculescu | 19,224 | 18   | 19,087   | 35       | 18,550   | =53      | 18,750 | 50   | 18,225 | 80    | 19,300        | 11            | 113,136 | 26     |
| Nicu Stroia       | 18,875 | =38  | 18,712   | 59       | 18,400   | =61      | 19,212 | =16  | 18,750 | =49   | 18,925        | 32            | 112,874 | 28     |
| Nistor Șandro     | 18,700 | =50  | 18,650   | =72      | 17,925   | 79       | 18,812 | 49   | 19,075 | =20   | 17,900        | 80            | 111,062 | 42     |
| Robert Tăciulet   | 17,925 | 84   | 18,800   | =55      | 9,325    | 101      |        |      | 18,575 | =60   | 17,950        | =78           | 82,575  | 98     |
| Marius Urzică     | 9,275  | =104 | 9,375    | 102      | 19,050   | =17      | 18,850 | =46  |        |       | 9,825         | 2             | 76,099  | 99     |
| Dan Burincă       | 9,400  | =99  | 9,200    | =104     | 9,375    | 99       | 18,525 | =62  | 9,812  | =     |               |               | 65,800  | 104    |
| România           |        |      |          |          |          |          |        |      |        |       |               |               | 566,257 | 9      |

Feminin
| Sportivă            | Sol    | Sol | Sărituri | Sărituri | Paralele inegale | Paralele inegale | Bârnă  | Bârnă | Compus  | Compus |
| Sportivă            | Puncte | Loc | Puncte   | Loc      | Puncte           | Loc              | Puncte | Loc   | Puncte  | Loc    |
| ------------------- | ------ | --- | -------- | -------- | ---------------- | ---------------- | ------ | ----- | ------- | ------ |
| Gina Gogean         | 9,662  | 7   | 9,750    | 3        | 19,362           | 22               | 9,787  | 3     | 39,075  | 2      |
| Simona Amânar       | 9,850  | 2   | 9,825    | 1        | 9,787            | =5               | 18,487 | 45    | 39,067  | =      |
| Lavinia Miloșovici  | 19,455 | 12  | 19,574   | 3*       | 9,750            | 8                | 19,225 | 8**   | 39,067  | =      |
| Alexandra Marinescu | 19.412 | =15 | 19,362   | 15       | 19,562           | 9                | 8,462  | 8     | 77,536  | 10***  |
| Mirela Țugurlan     | 19,312 | =24 | 19,237   | =22      | 19,349           | 23               | 18,937 | =23   | 76,835  | 15**   |
| Ionela Loaieș       | 19,187 | =31 | 19,099   | 35       | 19,149           | =36              | 19,062 | =16   | 76,497  | 23**   |
| România             |        |     |          |          |                  |                  |        |       | 388,246 | 3      |

* S-a calificat în finală dar nu a putut să concureze acolo deoarece au fost admise doar două gimnaste dintr-o singură țară.
** S-a calificat în finală dar nu a putut să concureze acolo deoarece au fost admise doar trei gimnaste dintr-o singură țară.
*** S-a calificat în finală dar nu a participat acolo.
Gimnastică ritmică
| Sportivă        | Probă  | Calificări | Calificări | Semifinală   | Semifinală   | Finală       | Finală       |
| Sportivă        | Probă  | Puncte     | Loc        | Puncte       | Loc          | Puncte       | Loc          |
| --------------- | ------ | ---------- | ---------- | ------------ | ------------ | ------------ | ------------ |
| Alina Stoica    | Compus | 37,781     | =11        | 37,248       | 15           | nu a avansat | nu a avansat |
| Dana Carteleanu | Compus | 36,382     | 32         | nu a avansat | nu a avansat | nu a avansat | nu a avansat |

## Haltere
| Sportiv          | Probă   | Smuls    | Smuls | Aruncat  | Aruncat | Total | Loc |
| Sportiv          | Probă   | Rezultat | Loc   | Rezultat | Loc     | Total | Loc |
| ---------------- | ------- | -------- | ----- | -------- | ------- | ----- | --- |
| Traian Cihărean  | −52 kg  | 120,0    | 5     | 145,0    | =5      | 265,0 | 5   |
| Marius Cihărean  | −64 kg  | 130,0    | =14   | 155,0    | =22     | 285,0 | 18  |
| Lucian Maxinianu | −64 kg  | 130,0    | =14   | 155,0    | =22     | 285,0 | 19  |
| Ilie Fătu        | −76 kg  | 135,0    | 18    | 180,0    | =10     | 315,0 | 16  |
| Nicu Vlad        | −108 kg | 197,5    | 1     | 222,5    | 3       | 420,0 | 3   |

## Judo
| Sportiv         | Probă  | Primul meci       | Al 2-lea meci     | Al 3-lea meci     | Sferturi de finală | Semifinale         | Recalificări      | Recalificări      | Recalificări      | Recalificări      | Runda finală      | Loc |
| Sportiv         | Probă  | Adversar Rezultat | Adversar Rezultat | Adversar Rezultat | Adversar Rezultat  | Adversar Rezultat  | Adversar Rezultat | Adversar Rezultat | Adversar Rezultat | Adversar Rezultat | Adversar Rezultat | Loc |
| --------------- | ------ | ----------------- | ----------------- | ----------------- | ------------------ | ------------------ | ----------------- | ----------------- | ----------------- | ----------------- | ----------------- | --- |
| Alexandru Ciupe | −78 kg | PAS               | Șmakov (UZB) P    | Nu a avansat      | Nu a avansat       | Nu a avansat       | Nu a avansat      | Nu a avansat      | Nu a avansat      | Nu a avansat      | Nu a avansat      | =21 |
| Adrian Croitoru | −86 kg | PAS               | Yoshida (JPN) C   | Mașurenko (UKR) C | Yandzi (FRA) C     | Bagdasarov (UZB) P | N/A               | N/A               | N/A               | N/A               | Huizinga (NED) P  | =5  |
| Radu Ivan       | −95 kg | PAS               | Sánchez (CUB) P   | Nu a avansat      | Nu a avansat       | Nu a avansat       | Nu a avansat      | Nu a avansat      | Nu a avansat      | Nu a avansat      | Nu a avansat      | =21 |
| Alexandru Lungu | +95 kg | PAS               | Shenggang (CHN) P | N/A               | N/A                | N/A                | N/A               | Sergheev (KGZ) C  | Kosorotov (RUS) P | Nu a avansat      | Nu a avansat      | =9  |
| Simona Richter  | −72 kg | PAS               | N/A               | Beliaieva (UKR) P | N/A                | N/A                | N/A               | St. Louis (MRI) C | Scapin (ITA) P    | Nu a avansat      | Nu a avansat      | =9  |

## Lupte
Masculin greco-roman
| Sportiv          | Probă   | Primul meci         | Al 2-lea meci      | Sferturi de finală | Semifinale        | Recalificări      | Recalificări       | Recalificări      | Recalificări      | Runda finală      | Loc |
| Sportiv          | Probă   | Adversar Rezultat   | Adversar Rezultat  | Adversar Rezultat  | Adversar Rezultat | Adversar Rezultat | Adversar Rezultat  | Adversar Rezultat | Adversar Rezultat | Adversar Rezultat | Loc |
| ---------------- | ------- | ------------------- | ------------------ | ------------------ | ----------------- | ----------------- | ------------------ | ----------------- | ----------------- | ----------------- | --- |
| Valentin Rebegea | -52 kg  | Jabłoński (POL) P   | N/A                | N/A                | N/A               | N/A               | Kalașnikov (UKR) P | Nu a avansat      | Nu a avansat      | Nu a avansat      | 12  |
| Marian Sandu     | -57 kg  | Elgkian (GRE) C     | Melnicenko (KAZ) P | N/A                | N/A               | N/A               | Sarmiento (CUB) P  | Nu a avansat      | Nu a avansat      | Nu a avansat      | 15  |
| Ender Memet      | -68 kg  | Nikitin (EST) C     | Colás (CUB) P      | N/A                | N/A               | N/A               | Karapınar (TUR) P  | nu a avansat      | nu a avansat      | nu a avansat      | 12  |
| Anton Arghira    | -82 kg  | Myeong-Seok (KOR) P | N/A                | N/A                | N/A               | PAS               | Jovančević (SCG) P | nu a avansat      | nu a avansat      | nu a avansat      | 15  |
| Gheorghe Amariei | -130 kg | Mureico (MDA) P     | N/A                | N/A                | N/A               | N/A               | Johl (CAN) P       | nu a avansat      | nu a avansat      | nu a avansat      | 16  |

Masculin stil liber
| Sportiv               | Probă  | Primul meci        | Al 2-lea meci     | Sferturi de finală | Semifinale        | Recalificări      | Recalificări      | Recalificări      | Recalificări      | Runda finală      | Loc |
| Sportiv               | Probă  | Adversar Rezultat  | Adversar Rezultat | Adversar Rezultat  | Adversar Rezultat | Adversar Rezultat | Adversar Rezultat | Adversar Rezultat | Adversar Rezultat | Adversar Rezultat | Loc |
| --------------------- | ------ | ------------------ | ----------------- | ------------------ | ----------------- | ----------------- | ----------------- | ----------------- | ----------------- | ----------------- | --- |
| Gheorghe Corduneanu   | -48 kg | Tskouaseli (GRE) P | N/A               | N/A                | N/A               | Besarati (SWE) C  | Sokolov (MKD) C   | Jacob (NGR) C     | Orudjev (RUS) P   | Eiter (USA) C     | 7   |
| Constantin Corduneanu | -52 kg | Monguș (RUS) P     | N/A               | N/A                | N/A               | PAS               | Rosselli (USA) P  | nu a avansat      | nu a avansat      | nu a avansat      | 5   |
| Bogdan Ciufulescu     | -57 kg | Abe (JPN) P        | N/A               | N/A                | N/A               | Liuzzi (ITA) P    | nu a avansat      | nu a avansat      | nu a avansat      | nu a avansat      | =19 |
| Șerban Mumjiev        | -62 kg | Wada (JPN) P       | N/A               | N/A                | N/A               | Krzesiak (POL) C  | Parsekian (CYP) P | nu a avansat      | nu a avansat      | nu a avansat      | 12  |
| Nicolae Ghiță         | -82 kg | Yokoyama (JPN) C   | N/A               | N/A                | N/A               | Rosa (PUR) C      | İbrahimov (AZE) P | nu a avansat      | nu a avansat      | nu a avansat      | 13  |

## Natație
| Sportiv                                                          | Probă         | Serie        | Serie | Finală B     | Finală B     | Finală A     | Loc |
| Sportiv                                                          | Probă         | Timp         | Loc   | Timp         | Loc          | Timp         | Loc |
| ---------------------------------------------------------------- | ------------- | ------------ | ----- | ------------ | ------------ | ------------ | --- |
| Alexandru Ioanovici                                              | 50 m liber    | descalificat | –     | nu a avansat | nu a avansat | nu a avansat | –   |
| Nicolae Ivan                                                     | 100 m liber   | 51,14        | 6     | nu a avansat | nu a avansat | nu a avansat | 30  |
| Nicolae Butacu                                                   | 200 m liber   | 1:50,83      | 7     | 1:51,46      | 8            | N/A          | 16  |
| Nicolae Butacu                                                   | 100 m spate   | 56,73        | 6     | nu a avansat | nu a avansat | nu a avansat | 21  |
| Nicolae Butacu                                                   | 200 m spate   | 2:08,59      | 7     | nu a avansat | nu a avansat | nu a avansat | 34  |
| Răzvan Petcu                                                     | 100 m fluture | 55,50        | 6     | nu a avansat | nu a avansat | nu a avansat | 35  |
| Horațiu Bădiță Alexandru Ioanovici Nicolae Ivan Răzvan Petcu     | 4x100 m liber | 3:21,66      | 4     | N/A          | N/A          | nu a avansat | 10  |
| Luminița Dobrescu                                                | 50 m liber    | 26,47        | 7     | nu a avansat | nu a avansat | nu a avansat | 27  |
| Luminița Dobrescu                                                | 100 m liber   | 56,27        | 3     | 55,98        | 3            | N/A          | 11  |
| Luminița Dobrescu                                                | 200 m liber   | 2:00,85      | 5     | N/A          | N/A          | 2:01,63      | 8   |
| Lorena Diaconescu                                                | 200 m liber   | 2:04,59      | 7     | nu a avansat | nu a avansat | nu a avansat | 25  |
| Carla Negrea                                                     | 400 m liber   | 4:16,89      | 5     | 4:17,08      | 8            | N/A          | 16  |
| Carla Negrea                                                     | 800 m liber   | 8:54,19      | 7     | N/A          | N/A          | nu a avansat | 16  |
| Lorena Diaconescu Luminița Dobrescu Carmen Herea Andreea Trufașu | 4x100 m liber | 3:48,43      | 4     | N/A          | N/A          | nu a avansat | 11  |
| Luminița Dobrescu Loredana Zisu Lorena Diaconescu Carla Negrea   | 4x200 m liber | 8:10,77      | 3     | N/A          | N/A          | 8:10,02      | 7   |
| Carmen Herea                                                     | 100 m spate   | 1:06,12      | =6    | nu a avansat | nu a avansat | nu a avansat | =28 |
| Cătălina Cășaru                                                  | 200 m spate   | 2:15,92      | 4     | 2:15,15      | 6            | N/A          | 14  |
| Larisa Lăcusță                                                   | 100 m bras    | 1:13,91      | 7     | nu a avansat | nu a avansat | nu a avansat | 35  |
| Larisa Lăcusță                                                   | 200 m bras    | 2:38,08      | 8     | nu a avansat | nu a avansat | nu a avansat | 33  |
| Loredana Zisu                                                    | 100 m fluture | 1:02,66      | 7     | nu a avansat | nu a avansat | nu a avansat | 23  |
| Loredana Zisu                                                    | 200 m fluture | 2:17,56      | 7     | nu a avansat | nu a avansat | nu a avansat | 21  |
| Beatrice Coadă                                                   | 200 m mixt    | 2:16,80      | 1     | 2:16,75      | 4            | N/A          | 12  |
| Beatrice Coadă                                                   | 400 m mixt    | 4:44,66      | 4     | N/A          | N/A          | 4:44,91      | 6   |
| Cătălina Cășaru Beatrice Coadă Luminița Dobrescu Loredana Zisu   | 4x100 m mixt  | 4:16,18      | 6     | N/A          | N/A          | nu a avansat | 17  |

## Navigație
| Sportiv        | Probă | Cursă | Cursă | Cursă | Cursă | Cursă | Cursă | Cursă | Cursă | Cursă | Cursă | Cursă | Puncte | Loc |
| Sportiv        | Probă | 1     | 2     | 3     | 4     | 5     | 6     | 7     | 8     | 9     | 10    | 11    | Puncte | Loc |
| -------------- | ----- | ----- | ----- | ----- | ----- | ----- | ----- | ----- | ----- | ----- | ----- | ----- | ------ | --- |
| Mihai Butucaru | Finn  | 20    | 26    | 27    | 25    | 24    | 24    | 27    | 26    | 27    | 28    | N/A   | 199,0  | 28  |
| Horia Ispaș    | Laser | 43    | 43    | 49    | NT    | 47    | NT    | 24    | DS    | 45    | 48    | 38    | 394,0  | 48  |

## Pentatlon modern
| Sportiv       | Probă               | Tir    | Tir | Natație | Natație | Scrimă | Scrimă | Echitație | Echitație | Alergare | Alergare | Total | Loc |
| Sportiv       | Probă               | Puncte | Loc | Puncte  | Loc     | Puncte | Loc    | Puncte    | Loc       | Puncte   | Loc      | Total | Loc |
| ------------- | ------------------- | ------ | --- | ------- | ------- | ------ | ------ | --------- | --------- | -------- | -------- | ----- | --- |
| Adrian Toader | individual masculin | 1132   | =4  | 1304    | 3       | 700    | =25    | 950       | 19        | 1249     | 9        | 5335  | 14  |

## Polo pe apă
Echipa
| - Edward Andrei - Florin Bonca - Robert Dinu - Nicolae Fulgeanu - Vlad Hagiu - Gelu Lisac - Istvan Moldvai - Daniel Radu - Bogdan Rath - Radu Sabău - Ștefan Sanda - Dinel Stemate - Liviu Totolici |

| Echipă  | Probă            | Faza grupelor preliminare | Faza grupelor preliminare | Faza grupelor preliminare | Faza grupelor preliminare | Faza grupelor preliminare | Faza grupelor preliminare | Locurile 9-12        | Locurile 9-12  | Locurile 9-12   | Locurile 9-12 |
| Echipă  | Probă            | Adversar Scor             | Adversar Scor             | Adversar Scor             | Adversar Scor             | Adversar Scor             | Loc                       | Adversar Scor        | Adversar Scor  | Adversar Scor   | Loc           |
| ------- | ---------------- | ------------------------- | ------------------------- | ------------------------- | ------------------------- | ------------------------- | ------------------------- | -------------------- | -------------- | --------------- | ------------- |
| România | Turneul masculin | Ucraina E 6-6             | Croația P 6-11            | Grecia P 5-8              | Statele Unite P 5-10      | Italia P 9-10             | 5                         | Țările de Jos P 8-10 | Ucraina C 11-8 | Germania P 6-10 | 11            |

## Sărituri în apă
| Atlet             | Probă              | Calificare | Calificare | Semifinală   | Semifinală   | Finală       | Finală       |
| Atlet             | Probă              | Puncte     | Loc        | Puncte       | Loc          | Puncte       | Loc          |
| ----------------- | ------------------ | ---------- | ---------- | ------------ | ------------ | ------------ | ------------ |
| Gabriel Cherecheș | 10 metri platformă | 309,30     | 24         | nu a avansat | nu a avansat | nu a avansat | nu a avansat |
| Anișoara Oprea    | 10 metri platformă | 233,34     | 22         | nu a avansat | nu a avansat | nu a avansat | nu a avansat |
| Clara Ciocan      | 10 metri platformă | 281,52     | 6          | 438,93       | 7            | 413,46       | 10           |

## Scrimă
Nouă scrimeri au luat parte la șase probe.
| Floretă feminin                                                              |
| ---------------------------------------------------------------------------- |
| Laura Badea: · Roxana Scarlat: locul 15 · Reka Szabo: locul 19               |
| Floretă feminin pe echipe                                                    |
| Laura Badea, Roxana Daniela Dumitrescu, · Reka Szabo:                        |
| Spadă masculin                                                               |
| George Epurescu: locul 32 Gabriel Pantelimon: locul 43 Aurel Bratu: locul 45 |
| Spadă masculin pe echipe                                                     |
| George Epurescu, Gabriel Pantelimon, Aurel Bratu: locul 11                   |
| Sabie masculin                                                               |
| Vilmoș Szabo: locul 16 Alin Lupeică: locul 25 Mihai Covaliu: locul 25        |
| Sabie masculin pe echipe                                                     |
| Mihai Covaliu, Alin Lupeică, Vilmoș Szabo: locul 7                           |

## Tenis
| Sportiv                            | Probă           | Primul meci                    | Al doilea meci                           | Al treila meci     | Sferturi           | Semifinale         | Finală / FM        | Loc |
| Sportiv                            | Probă           | Adversar Scor                  | Adversar Scor                            | Adversar Scor      | Adversar Scor      | Adversar Scor      | Adversar Scor      | Loc |
| ---------------------------------- | --------------- | ------------------------------ | ---------------------------------------- | ------------------ | ------------------ | ------------------ | ------------------ | --- |
| Andrei Pavel                       | Simplu masculin | Bruguera (ESP) P 6-2, 1-6, 6-8 | Nu a avansat                             | Nu a avansat       | Nu a avansat       | Nu a avansat       | Nu a avansat       | =33 |
| Dinu Pescariu                      | Simplu masculin | Ortiz (MEX) P 2-6, 2-6         | Nu a avansat                             | Nu a avansat       | Nu a avansat       | Nu a avansat       | Nu a avansat       | =33 |
| Andrei Pavel Dinu Pescariu         | Dublu masculin  | N/A                            | Eltingh / Haarhuis (NED) P 2-6, 7-6, 4-6 | Nu au avansat      | Nu au avansat      | Nu au avansat      | Nu au avansat      | =17 |
| Ruxandra Dragomir                  | Simplu feminin  | Novotná (CZE) P 4-6, 4-4 (r)   | Nu a avansat                             | Nu a avansat       | Nu a avansat       | Nu a avansat       | Nu a avansat       | =33 |
| Cătălina Cristea                   | Simplu feminin  | Huber (GER) P 6-2, 4-6, 2-6    | Nu a avansat                             | Nu a avansat       | Nu a avansat       | Nu a avansat       | Nu a avansat       | =33 |
| Cătălina Cristea Ruxandra Dragomir | Dublu feminin   | Nu au luat startul             | Nu au luat startul                       | Nu au luat startul | Nu au luat startul | Nu au luat startul | Nu au luat startul | –   |

## Tenis de masă
| Sportiv                        | Probă           | Runda 1                        | Runda 2                | Runda 3                  | Runda 4           | Sferturi          | Semifinale        | Finală / FM       | Loc |
| Sportiv                        | Probă           | Adversar Rezultat              | Adversar Rezultat      | Adversar Rezultat        | Adversar Rezultat | Adversar Rezultat | Adversar Rezultat | Adversar Rezultat | Loc |
| ------------------------------ | --------------- | ------------------------------ | ---------------------- | ------------------------ | ----------------- | ----------------- | ----------------- | ----------------- | --- |
| Vasile Florea                  | Simplu masculin | Franz (GER) C 2–0              | Saive (BEL) P 0–2      | Al-Habashi (KUW) C 2–0   | Nu a avansat      | Nu a avansat      | Nu a avansat      | Nu a avansat      | =33 |
| Otilia Bădescu                 | Simplu feminin  | Radhika (IND) C 2–0            | Vriesekoop (NED) C 2–0 | Garkauskaitė (LTU) C 2–1 | Wei (CHN) P 0–3   | Nu a avansat      | Nu a avansat      | Nu a avansat      | =9  |
| Adriana Simion                 | Simplu feminin  | Hooman-Kloppenburg (NED) C 2–0 | Ramos (VEN) C 2–0      | Chai (CHN) P 1–2         | Nu a avansat      | Nu a avansat      | Nu a avansat      | Nu a avansat      | =17 |
| Emilia Ciosu                   | Simplu feminin  | Kosaka (BRA) P 0–2             | TU (SUI) P 1–2         | Kaffo (NGR) C 2–1        | Nu a avansat      | Nu a avansat      | Nu a avansat      | Nu a avansat      | =33 |
| Emilia Ciosu Georgeta Cojocaru | Dublu feminin   | Hui-Yun/Jing P 1–2             | Hae-Jeong/Ji-Hye P 0–2 | Kyakobye/Musoke C 2–0    | N/A               | Nu a avansat      | Nu a avansat      | Nu a avansat      | =17 |

## Tir
| Sportiv            | Probă                        | Puncte | Loc |
| ------------------ | ---------------------------- | ------ | --- |
| Iulian Raicea      | pistol viteză 25 m           | 584    | 11  |
| Constantin Tărloiu | pistol cu aer comprimat 10 m | 578    | =17 |
| Sorin Babii        | pistol cu aer comprimat 10 m | 575    | =28 |
| Constantin Tărloiu | pistol liber 50 m            | 552    | =30 |
| Sorin Babii        | pistol liber 50 m            | 556    | =20 |
| Ioan Toman         | skeet                        | 117    | =32 |

## Legături externe
Materiale media legate de România la Jocurile Olimpice de vară din 1996 la Wikimedia Commons
- Echipa olimpică a României Arhivat în 5 noiembrie 2021, la Wayback Machine. la Comitetul Olimpic si Sportiv Român
- en  Romania at the 1996 Summer Olympics la Olympedia.org